# A Hundred Days (Stargate SG-1)
A Hundred Days (Cien Días) es el décimo séptimo episodio de la tercera temporada de la serie de televisión de ciencia ficción Stargate SG-1, y el sexagésimo primer capítulo de toda la serie.

## Trama
El SG-1 visita un planeta llamado Edora para ver su lluvia de meteoros anual. Sin embargo, descubren un problema. Al parecer cada año se ha intensificado la lluvia de meteoros. Carter descubre que el planeta pasa cada cientos de años adentro de un cinturón de asteroides. Cuando esto ocurre la lluvia pasa de ser un espectáculo a una catástrofe.
El equipo intenta evacuar a la gente de Edora antes de que la última lluvia de meteoros comience. Durante la evacuación del último grupo, O'Neill y varios Edoranos quedan atrapados en el planeta cuando un meteorito golpea el Stargate. Debido a esto, los Edorans evacuados no podrán, por ahora, regresar a su mundo.
Durante las siguientes semanas en Edora, O'Neill ayuda a los aldeanos sobrevivientes a reconstruir sus hogares. En la tierra, en tanto, el SG-1 descubre que el Portal de Edora ha sobrevivido, aunque está enterrado sobre una capa de naquadah fundido que lo cubre como el Iris de la Tierra. Dado que los Tolanos dicen que una de sus naves tardara al menos un año en alcanzar Edora, Carter decide construir un rayo de partículas subatómicas, (como el empleado antes por Sokar) para usarlo contra la capa de naquadah.
En este tiempo en Edora, O'Neill ha desarrollado una relación amorosa con Laira, la líder de la aldea que ayudaron a rescatar. Después de varios días intentando desenterrar el Portal, Jack se está dando cuenta que puede estar atrapado en Edora para siempre. Después de 3 meses. O'Neill se ha hecho parte importante de la nueva comunidad. Por otro lado, Carter ha acabado la construcción del rayo atomizador, el cual es usado pronto para atravesar el naquadah fundido. Al abrir el portal, el "Kawoosh" crea una pequeña cavidad. Debido a que se encuentra horizontal, Teal'c se atara al techo de la cavidad y excava hasta la superficie, manteniendo contacto radial con el SGC. En esos momentos, Laira dice a O'Neill que hay una transmisión desde su radio. Jack rápidamente ubica el lugar del portal, y excava para sacar a Teal'c. Una vez que han desenterrado el Stargate, O'Neill se ve enfrentado a decidir entre quedarse en Edora con la mujer que ama, o volver a casa a su vieja vida. Él elige en última instancia volver a la Tierra, mientras los Edorans atrapados en el SGC, a su vez, vuelven también a su hogar.

## Artistas invitados
- Michelle Greene como Laira.
- Julie Patzwald como Naytha.
- Gary Jones como Walter Harriman.
- Shane Meier como Garan.
- Marcel Maillard como Paynan.
- Teryl Rothery como la Dra. Janet Fraiser.